# عجوقة صفصافية
عجوقة صفصافية (الاسم العلمي:Ajuga salicifolia) هي نوع من النباتات تتبع جنس العجوقة من الفصيلة الشفوية.